# Перешна
Перешна (Перешная) — река в Кирилловском районе Вологодской области России. Правый приток реки Модлоны. Принадлежит бассейну реки Онега.
Длина Перешны — 42 км. Крупнейший приток — Тингат.
Берёт начало из озера Перешное на высоте 124 м. Течёт с юга на север—северо-запад. Впадает в Модлону.
В последней четверти XIX века предполагалось, что река Перешная станет частью Лаче-Кубенского водного пути (река Онега — озеро Лача — река Свидь — озера Воже — Еломское — реки Елома — Модлона — Перешная — озеро Перешное — соединительный канал 7 км — реки Сусла — Порозовица — Кубенское озеро). Однако, из-за недостатка средств работы прекратились, созданные сооружения были заброшены.
При слиянии Модлоны и Перешной на узком и длинном мысу находится Модлонское свайное поселение первой половины III тысячелетия до нашей эры.